# (20987) 1981 EU38
A (20987) 1981 EU38 a Naprendszer kisbolygóövében található aszteroida. Schelte J. Bus fedezte fel 1981. március 1-jén.